# Radziwiłł

Het wapen van de Radziwiłłs

Het Litouws-Poolse adellijke geslacht Radziwiłł (Litouws: Radvila} stamt vermoedelijk uit de vijftiende eeuw. De Radziwiłł's komen van oorsprong uit Litouwen en zijn gerelateerd aan zowel Poolse koningen als aan het Duitse keizerlijke huis Hohenzollern. Het geslacht bracht vele belangrijke politici, veldheren en kunstenaars voort.
Het motto van de familie luidt: Bóg Nam Radzi (God geeft ons raad).

## Geschiedenis
Volgens een legende zouden de Radziwiłłs afstammen van de laatste Litouwse heidense hogepriester van Vilnius, maar dat verhaal is een verzinsel. Het allereerste lid van de clan was Litouwse edelman Krystiyn Óscik (Litouws: Kristinas Astikas) die tussen 1417 en 1422 diende als slotvoogd van Vilnius. De voornaam van zijn zoon zou de achternaam van zijn geslacht worden.
Tegen het einde van het Jagiellonische tijdperk had de familie zich stevig genesteld in de hoogste regionen van het Groothertogdom Litouwen en had het verscheidene kanseliers, bisschoppen en hetmannen geleverd. Ten tijde van de regering van koning Sigismund II August van Polen hadden de Radziwiłłs hun concurrenten ingehaald en bevonden ze zich op het hoogtepunt van hun macht. In 1586 kregen ze in ruil voor een jaarlijkse levering van troepen de verheven status van Ordynacja en kon hun land nooit meer wettelijk opgedeeld worden.

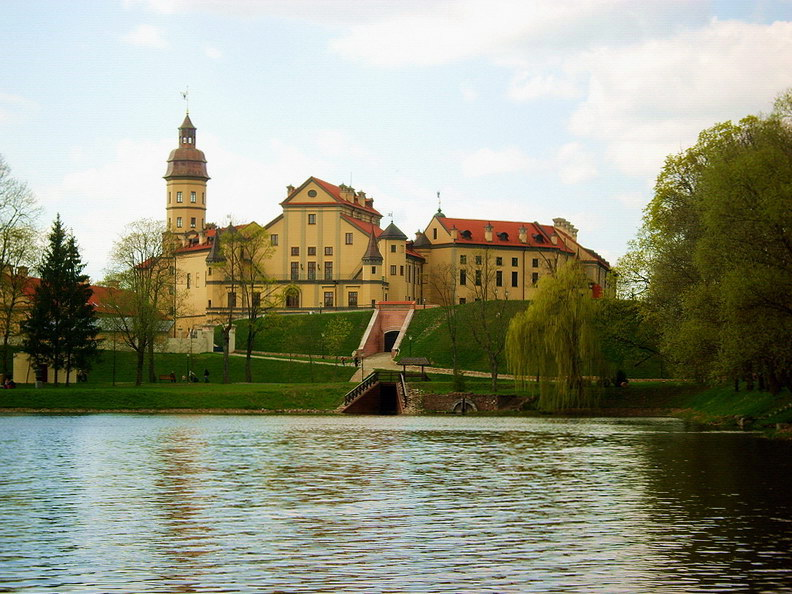
Het kasteel van Njasvizj

## Bezittingen
In 1523 kwam de familie in het bezit van het kasteel van Njasvizj door het huwelijk van Jan Radziwiłł (Litouws: Jonas Radvila) met Anna Kostevicz. Door middel van een overdracht wisten ze ook kasteel Mir te verkrijgen en ook kregen ze het kasteel van Olyka.

## Bekende leden
- Mikołaj Radziwiłł (de Zwarte), Litouws: Mikalojus Radvila Juodasis, paltsgraaf van Vilnius, grootkanselier van Litouwen
- Mikołaj Radziwiłł (de Rode), Litouws: Mikalojus Radvila Rudasis, paltsgraaf van Vilnius, grootkanselier van Litouwen
- Albrecht Radziwiłł (1558-1592), hofmaarschalk in 1579 en in 1586 grootmaarschalk van Godhard Kettler van Koerland
- Antoni Wilhelm Radziwill, adjudant van Wilhelm I, Frederik III en Wilhelm II van Duitsland
- Elise Radziwiłł (Berlijn, 28 oktober 1803 - Freienwalde, 27 september 1834), jeugdliefde van koning Willem I van Pruisen
- Stanislaw Radziwill, adjudant van maarschalk Józef Piłsudski
- Janusz Franciszek Ksawery Radziwiłł, minister van Buitenlandse Zaken van Polen in 1918
- Krzysztof Mikolaj Radziwill, grootgrondbezitter, chef van het Corps Diplomatique van het communistische Polen en parlementslid
- Antoni Radziwiłł, hertog van Njasvizj en van Olyka
- Barbara Radziwiłł, Litouws: Barbora Radvilaitė, huwde met Sigismund II August van Polen
- Leon Radziwiłł, Frans burgemeester van Ermenonville en vriend van Marcel Proust
- Jerzy Radziwiłł, rijksvorst, kardinaal
- Stanisław Albrecht Radziwiłł (1914 - 1976), echtgenoot van Lee Radziwill